# Stigmops polyvelota
Stigmops polyvelota là một loài chân đều trong họ Armadillidae. Loài này được Lillemets & Wilson miêu tả khoa học năm 2002.